# Wiggle (Screeching Weasel)
Wiggle è il quarto album studio del gruppo punk statunitense Screeching Weasel, il secondo con la Lookout! Records. In quest'album, sebbene Ben Weasel rimanga l'unico autore della maggior parte delle canzoni, si trovano per la prima volta nella carriera della band tracce scritte interamente dal chitarrista Danny Vapid, dal bassista Johnny Personality e anche alcune scritte insieme a Joe King dei The Queers. Dopo un breve periodo in cui l'album era stato fuori stampa, la Asian Man Records l'ha ripubblicato nel 2005 con una bonus track.

## Tracce
Testi e musiche di Ben Weasel, eccetto dove indicato.
1. Hanging Around – 3:31 (Screeching Weasel)
2. I'm Not in Love – 2:00
3. One Step Beyond – 3:04
4. I Was a High School Psychopath – 2:07 (Danny Vapid)
5. Crying in My Beer – 3:51
6. Slomotion – 1:20 (Johnny Personality, Ben Weasel)
7. Like a Parasite – 3:20
8. Joanie Loves Johnny – 1:58
9. Second Floor East – 2:58
10. Automatic Rejector – 1:49 (Screeching Weasel)
11. Jeannie's Got a Problem with Her Uterus – 2:04
12. Sad Little Girl – 2:57 (Johnny Personality, Danny Vapid, Ben Weasel)
13. Ain't Got No Sense – 3:46 (Frankie "Venom" Kerr, Gordon Lewis, Steve Mahon, Nick Stipanitz)
14. It's All in My Head – 3:11
15. Teenage Slumber Party – 2:24
16. Danny Is a Wimp – 1:00
17. Going Home? – 2:42 (Aaron Cometbus, Ben Weasel)

Traccia bonus nella riedizione del 2005
1. Fuck the World – 2:10

## Formazione
- Ben Weasel – voce
- Jughead – chitarra
- Danny Vapid – chitarra, voce
- Johnny Personality – basso
- Dan Panic – batteria

Produzione
- Mass Giorgini, Eric Spicer – produzione
- Martin Sorrondeguy – fotografia